# Liasa
Liasa és el nom genèric d'enzims de classe IV (EC 4) que duen a terme reaccions bioquímiques en què s'eliminen grups mitjançant l'escissió d'un enllaç, generalment entre dos àtoms de carboni, entre carboni i oxigen, entre carboni i nitrogen o entre carboni i sofre, per formar-se un doble enllaç. A la inversa (menys freqüents), poden catalitzar la formació d'aquests enllaços mitjançant l'addició d'un grup al doble enllaç.
Per exemple, l'enzim (adenilat ciclasa) que catalitza la següent reacció seria una liasa:
ATP → AMPc + PPi
Segons l'enllaç que destrueixen, es classifiquen en:
- EC 4.1 Liases carboni-carboni
- EC 4.2 Liases carboni-oxigen
- EC 4.3 Liases carboni-nitrogen
- EC 4.4 Liases carboni-sofre
- EC 4.5 Liases carboni-halur
- EC 4.6 Liases fósfor-oxigen